# Breaking Atoms
Albums de Main Source
Fuck What You Think
(1994)
Singles
1. Looking at the Front Door
Sortie : 25 octobre 1990
2. Watch Roger Do His Thing
Sortie : 1990
3. Just Hangin' Out
Sortie : 14 mai 1991
4. Peace Is Not the Word to Play
Sortie : 22 octobre 1991

Breaking Atoms est le premier album studio du groupe de hip-hop canado-américain Main Source, sorti le 23 juillet 1991.
Cet album est vue par les spécialistes ainsi que les fans comme un œuvre influente dans le milieu hip-hop. La production est innovante et contribue au succès de Breaking Atoms. De plus, l'album lance la carrière de Nas sur Live at the Barbeque.

## Histoire
Breaking Atoms a été produit à l'aide du E-mu SP-1200, un sampleur. Pour beaucoup de spécialistes, c'est l'usage de ce sampler qui a contribué au succès de l'album.

## Critiques
Breaking Atoms reçoit majoritairement des critiques positives, voire élogieuses de la part de la presse.

## Liste des titres
- Tous les morceaux sont produits par Main Source, excepté le huitième qui est coproduit avec Pete Rock.

| No  | Titre                                                       | Durée |
| --- | ----------------------------------------------------------- | ----- |
| 1.  | Snake Eyes                                                  | 3:30  |
| 2.  | Just Hangin' Out                                            | 4:10  |
| 3.  | Looking At the Front Door                                   | 4:10  |
| 4.  | Large Professor                                             | 3:08  |
| 5.  | Just a Friendly Game of Baseball                            | 3:22  |
| 6.  | Scratch & Kut                                               | 2:57  |
| 7.  | Peace Is Not the Word to Play                               | 3:07  |
| 8.  | Vamos a Rapiar                                              | 3:59  |
| 9.  | He Got So Much Soul (He Don't Need No Music)                | 3:34  |
| 10. | Live at the Barbeque (featuring Nas, Joe Fatal et Akinyele) | 4:35  |
| 11. | Watch Roger Do His Thing                                    | 4:22  |
| 12. | Just a Friendly Game of Baseball (Remix) (bonus)            | 4:02  |

## Classement
| Classements (1991)               | Meilleure Position |
| -------------------------------- | ------------------ |
| Billboard Top R&B/Hip-Hop Albums | 40                 |